# Zé Castro
José Eduardo Rosa Vale e Castro (Coímbra, Portugal, 13 de enero de 1983), más conocido como Zé Castro, es un exfutbolista portugués que jugaba de defensa.
Jugó para el principal equipo de su ciudad natal, la Académica de Coimbra, disputando la SuperLiga portuguesa entre los años 2003 y 2006. Previamente jugó en las divisiones menores del mismo club.
En 2006 fue fichado por el Atlético de Madrid. Por el conjunto de la capital de España pasó con más pena que gloria debido a sus errores defensivos, sobre todo uno clamoroso frente al Real Madrid de la temporada 2006-2007 en el estadio Vicente Calderón, que provocaron su crucifixión por parte de la grada colchonera. El 7 de julio de 2008 ficha por el Deportivo de La Coruña en condición de cedido con opción de compra y en abril de 2009 el Deportivo de La Coruña se hace con la totalidad de su ficha por algo más de 2,2 millones de euros. En el verano de 2013 ficha por el Rayo Vallecano.

## Carrera futbolística

### Académica de Coimbra
Hizo su formación como futbolista en las categorías inferiores de la Académica de Coimbra. Ya en el 2005/2006, Zé Castro asume un papel preponderante en el equipo principal, en la Primera División de Portugal, llegando incluso a ser el capitán de su equipo, a pesar de su juventud.
A finales del 2005/2006 tiene ofertas de varios clubes europeos, entre los que se encuentran Celtic FC, Los Millonarios, Tottenham Hotspur, De la cancha y Bayern de Múnich.
La salida del club de Coímbra, sin embargo, estuvo envuelta en polémica. Expirado el contrato con la Académica, y tras haber declarado públicamente la intención de renovarlo, el jugador dio un golpe de efecto y ficha por el club español Atlético de Madrid.
Tras el fichaje, la Académica de Coimbra le dirigió una serie de acusaciones a través de un comunicado social, a lo que el joven central respondió amenazando a la dirección del club con un proceso judicial por, en su opinión, faltar a la verdad. José Eduardo Simões, presidente del Organismo Autónomo, exclamó, en Asamblea General, que "Zé Castro no quiso renovar con la Académica, por querer ser el jugador mejor pagado del club", hecho que poco después fue desmentido por el jugador.

### Atlético Madrid
Con la temporada 2006/2007, Zé Castro fichó por el Atlético Madrid, y debido a las lesiones de los otros jugadores de su posición, y la baja forma del equipo en general acabó por jugar más de lo inicialmente esperado, llegando incluso a marcar dos goles. 

### Deportivo de La Coruña
Sin embargo, los ocho partidos que jugó la temporada siguiente (2007/2008) en el Atlético Madrid, no fueron suficientes para las aspiraciones del propio jugador, y al finalizar la temporada 2007/2008, Zé Castro manifestó su deseo de salir del club. El 7 de julio de 2008 fue anunciado oficialmente como refuerzo del Deportivo de La Coruña, en condición de cedido por el Atlético Madrid con una opción de compra durante las cuatro temporadas siguientes.
Durante su estancia en este club jugó asiduamente en el centro de la zaga, y convenció a la grada con sus actuaciones regulares y contundentes. El 3 de abril de 2009 el Deportivo de La Coruña anuncia que se hace con la totalidad de los derechos del jugador. El 9 de enero de 2013, Zé Castro renueva por cuatro temporadas con el Deportivo de La Coruña.
El 19 de agosto de 2013, tras la mala situación económica del club y ser una de las fichas más altas del equipo junto a la de Bruno Gama y Dani Aranzubia, los administradores concursales obligan la salida de los tres de la entidad para que puedan llegar nuevas incorporaciones al equipo y pueda adecuarse el salario mínimo establecido al club. Llega a un acuerdo con el Deportivo de La Coruña para la rescisión de su contrato pese a que el propio jugador estaba dispuesto a rebajarse la ficha para seguir en La Coruña.

### Rayo Vallecano
Días después de confirmarse su marcha del Deportivo, se anuncia su fichaje por el Rayo Vallecano de Madrid, también de la Primera División de España. En su primera temporada en el conjunto vallecano se confirmó como el jefe de la zaga del equipo de Paco Jémez, teniendo grandes actuaciones y siendo un pilar clave en la salvación de los madrileños.
A inicios de la tercera temporada renovó por otras tres con el conjunto rayista.
Tras 4 temporadas, el 3 de julio de 2017 Zé Castro rescindió su contrato, que acababa un año después, con el Rayo Vallecano de mutuo acuerdo. Disputó un total de 97 partidos con el club madrileño.

### Académica Coimbra
En septiembre de 2017 Zé Castro fichó por el Académica Coimbra de la Segunda División de Portugal.
Con el descenso a la "Terceira Divisão", cuatro jornadas antes de la finalización de la temporada, Zé Castro anunció su retirada del futbol profesional cuando ésta finalizará.

## Selección nacional
Desde muy joven, jugó con regularidad en las selecciones inferiores de Portugal. También fue convocado para la selección de Portugal, estrenándose como internacional absoluto con Portugal en Tallin, en un amistoso contra Estonia que quedó 0–0, el 10 de junio de 2009.

## Clubes
| Club                         | País     | Año       |
| ---------------------------- | -------- | --------- |
| Académica de Coimbra         | Portugal | 2003-2006 |
| Atlético de Madrid           | España   | 2006-2008 |
| R. C. Deportivo de La Coruña | España   | 2008-2013 |
| Rayo Vallecano               | España   | 2013-2017 |
| Académica de Coimbra         | Portugal | 2017-2022 |

## Palmarés

### Títulos internacionales
| Título                    | Club                         | País   | Año  |
| ------------------------- | ---------------------------- | ------ | ---- |
| Copa Intertoto de la UEFA | Atlético de Madrid           | España | 2007 |
| Copa Intertoto de la UEFA | R. C. Deportivo de La Coruña | España | 2008 |